# Loi de Tafel
La loi de Tafel en électrochimie relie la surtension entre les électrodes à la densité de courant. L'équation de Tafel fut tout d'abord une loi empirique, déterminée expérimentalement, et qui a fait l'objet, plus tardivement, d'une mise en contexte théorique. Cette loi doit son nom au chimiste suisse Julius Tafel (1862-1918). Elle s'applique à diverses applications de l'électrochimie : pile à combustible,  électrolyseur ou galvanoplastie.
Elle peut se mettre sous la forme :
{\displaystyle \Delta E={\frac {RT}{\alpha F}}\cdot \ln {\frac {I}{I_{0}}}}
avec :
{\displaystyle \Delta E=E-E_{0}} : la surtension,
{\displaystyle R} : la constante universelle des gaz parfaits,
{\displaystyle T} : la température absolue,
{\displaystyle \alpha } : le coefficient de transfert de charge,
{\displaystyle F} : la constante de Faraday,
{\displaystyle I_{0}} : la densité de courant d'échange,
{\displaystyle I} : la densité de courant effective.
La densité de courant d'échange {\displaystyle I_{0}} et le coefficient de transfert de charge {\displaystyle \alpha } interviennent également dans la relation de Butler-Volmer.
Cette loi peut aussi se mettre sous la forme :
{\displaystyle \Delta E=a+b\ln i\,}
a et b étant des paramètres caractéristiques de la réaction et des électrodes.